# Жикі
Жикі (пол. Rzyki) — село в Польщі, у гміні Андрихув Вадовицького повіту Малопольського воєводства.
Населення — 3114 осіб (2011).
У 1975—1998 роках село належало до Бельського воєводства.

## Географія
У селі річка Прачиця впадає у Вепржувку.

## Демографія
Демографічна структура станом на 31 березня 2011 року:
|          | Загалом | Допрацездатний вік | Працездатний вік | Постпрацездатний вік |
| -------- | ------- | ------------------ | ---------------- | -------------------- |
| Чоловіки | 1583    | 376                | 1082             | 125                  |
| Жінки    | 1531    | 339                | 909              | 283                  |
| Разом    | 3114    | 715                | 1991             | 408                  |